# Антонюк Ярослав Миколайович
Ярослав Миколайович Антонюк — історик, краєзнавець, публіцист.

## Наукова творчість
1. Антонюк Я. Діяльність поліцейсько-виконавчого відділу СБ на території Волинської області. Збірник навчально-методичних матеріалів і наукових статей історичного факультету [ред.-кол.: гол. ред. В. К. Баран та ін.]. Луцьк: РВВ «Вежа» ВДУ ім. Лесі Українки, 2006. — Вип. 11. С. 102—104.
2. Антонюк Я. Розвідувально-інформаційний відділ Служби безпеки ОУН на Волині в післявоєнний період. Наукові записки Національного університету «Острозька академія»: Історичні науки. [ред.-кол.: гол. ред. І. Д. Пасічник та ін.]. Острог: Національний університет «Острозька академія», 2007. — Вип. 8. С. 302—310.
3. Антонюк Я. Роль жінок у СБ ОУН на території Волинської області. Збірник навчально-методичних матеріалів і наукових статей історичного факультету [ред.-кол.: гол. ред. В. К. Баран та ін.]. Луцьк: РВВ «Вежа» ВДУ ім. Лесі Українки, 2007. — Вип. 12. С. 102—105.
4. Антонюк Я. Військові відділи ОУН(м) на території Волинської області. Збірник навчально-методичних матеріалів і наукових статей історичного факультету [ред.-кол.: гол. ред. В. К. Баран та ін.]. Луцьк: РВВ «Вежа» ВДУ ім. Лесі Українки, 2007. Вип. 13. С. 106—112.
5. Антонюк Я. Діяльність СБ ОУН на Волині. Луцьк: «Волинська книга», 2007. 176 с.
6. Антонюк Я. Агентурно-бойові спецгрупи НКВС-МВС-НКДБ-МДБ. Наукові записки Національного університету «Острозька академія»: Історичні науки. [ред.-кол.: гол. ред. І. Д. Пасічник та ін.]. Острог: Національний університет «Острозька академія», 2008. Вип. 10. С. 213—225.
7. Антонюк Я. Агентура СБ ОУН (б) у радянських органах влади Волинської області. Збірник навчально-методичних матеріалів і наукових статей історичного факультету [ред.-кол.: гол. ред. В. К. Баран та ін.]. Луцьк: РВВ «Вежа» ВДУ ім. Лесі Українки, 2008. Вип. 14. С. 195—199.
8. Антонюк Я. Боротьба СБ з дезертирством серед учасників ОУН і УПА на Волині (1944−1953 рр.). Збірник навчально-методичних матеріалів і наукових статей історичного факультету [ред.-кол.: гол. ред. В. К. Баран та ін.]. Луцьк: РВВ «Вежа» ВДУ ім. Лесі Українки, 2008. Вип. 15. С. 143—151.
9. Антонюк Я. Боротьба СБ ОУН(Б) із радянською агентурою в лавах ОУН і УПА на Волині (1944−1945 рр.). Літопис Волині. Всеукраїнський науковий часопис. [ред.-кол.: гол. ред. І. Я. Коцан та ін.]. Луцьк: РВВ «Вежа» ВДУ ім. Лесі Українки, 2008. Вип. 5. С. 4 — 13.
10. Антонюк Я. Застосування спецпрепаратів і оперативної техніки НКВС-НКДБ-МВС-МДБ в антиповстанських операціях на Волині (1944−1954 рр.). Науковий вісник Волинського національного університету ім. Лесі Українки. [ред.-кол.: гол. ред. С. В. Гаврилюк та ін.]  Луцьк, 2009. № 13. С. 241—249.
11. Антонюк Я., Трофимович В. Діяльність Служби безпеки ОУН (Б) щодо матеріального забезпечення оунівського підпілля Волині і Полісся 1945−1951 рр. Наукові записки Національного університету «Острозька академія»: Історичні науки. [ред.-кол.: гол. ред. І. Д. Пасічник та ін.] — Острог: Національний університет «Острозька академія», 2009. Вип. 14. С. 157—173.
12. Антонюк Я., Кисляк П. Психологічний аналіз проявів жорстокості в боротьбі СБ ОУН (б) із сексотством на території Волині в післявоєнний період (1944−1951 рр.). Збірник навчально-методичних матеріалів і наукових статей історичного факультету [ред.-кол.: гол. ред. В. К. Баран та ін.]. Луцьк: РВВ «Вежа» ВДУ ім. Лесі Українки, 2009. Вип. 2. С. 43 — 47.
13. Антонюк Я. Агентура СБ ОУН (б) у винищувальних батальйонах Волині (1944−1954 рр.). Матеріали ХХХ Всеукраїнської науково-практичної історико-краєзнавчої конференції [Минуле і сучасне Волині та Полісся: Сторінки воєнної історії краю], (м. Луцьк, 24−25 березня 2009 р.) [ред.-кол.: гол. ред. Г. В. Бондаренко та ін.]. Луцьк, 2009. — С. 355—357.
14. Антонюк Я. Слідчо-оперативна робота СБ ОУН(б) на Волині (1944−1950 рр.). Матеріали ХХХІ Волинської обласної наукової історико-краєзнавчої конференції [Минуле і сучасне Волині та Полісся: Рух опору тоталітарним і окупаційним режимам на теренах Волинської області. Горохівщина в історії України та Волині], (Луцьк — Горохів, 14−15 травня 2009 р.) [ред.-кол.: гол. ред. Г. В. Бондаренко [та ін.]. Луцьк, 2009. С. 413—417.
15. Антонюк Я. Агентура СБ ОУН(б) в містах і містечках Волині та Полісся (1946−1951 рр.). Науковий вісник Волинського національного університету імені Лесі Українки. [ред.-кол.: гол. ред. С. В. Гаврилюк та ін.]. Луцьк, 2010. № 1. С. 113—119.
16. Антонюк Я. Діяльність радянської агентури в підпіллі ОУН і УПА на Волині (1944−1950-ті рр.). Наукові записки Національного університету «Острозька академія»: Історичні науки. [ред.-кол.: гол. ред. І. Д. Пасічник та ін.]. Острог: Національний університет «Острозька академія», 2010. Вип. 16. С. 188—199.
17. Антонюк Я. Агентура СБ ОУН(б) у радянських силових органах на території Волині (1946−1951 рр.). Історичні студії Волинського національного університету імені Лесі Українки. [ред.-кол.: гол. ред. С. В. Гаврилюк та ін.]. Луцьк, 2010. Вип. 3. С. 112—116.
18. Антонюк Я. Боротьба СБ ОУН(б) з «дикими групами» на території Волині та Полісся (1944−1951 рр.). Науковий вісник Волинського національного університету імені Лесі Українки. [ред.-кол.: гол. ред. С. В. Гаврилюк та ін.]. Луцьк, 2010. № 22. С. 120—124.
19. Антонюк Я. Волинська «Січ» — головна база запілля УПА-Північ в 1943−1944 рр. Матеріали Всеукраїнської наукової конференції «Друга світова війна в історичному вимірі» (Житомир, 21−22 травня 2010 р.) [ред.-кол.: гол. ред. Г. М. Стародубець та ін.]. Житомир: Видавництво ЖДУ ім. І. Франка, 2010. С. 75 — 78.
20. Антонюк Я. Керівництво і структура оунівського підпілля на Берестейщині (1944−1952 рр.). Матеріали ІІ Міжнародної науково-практичної конференції «Актуальні проблеми вітчизняної та всесвітньої історії»  8−9 грудня 2010 р.: Рівненський державний гуманітарний університет. Збірник наукових праць. [ред.-кол.: гол. ред. Р. М. Постоловський та ін.]. Рівне: РДГУ, 2010. Вип. 20. С. 235—238.
21. Антонюк Я. Виникнення та діяльність опозиційного Крайового проводу «Одеса»  (1946—1949 рр.). Український національно-визвольний рух ХХ ст.: ідейно-політичний, організаційний та військовий аспекти (до 90-річчя Другого Зимового походу, 70-річчя похідних груп ОУН та 70-річчя Олевської республіки). Матеріали Всеукраїнської науково-практичної конференції (Житомир, 18 — 20 листопада 2011 р.). [ред.-кол.: рецензент Г. М. Стародубець та ін.]. Житомир: «РУТА», 2011. С.132 — 140.
22. Антонюк Я. Протидія СБ ОУН(Б) «суцільній колективізації» Волині та Полісся (1947—1949 рр.). Наукові записки Національного університету «Острозька академія»: Історичні науки. [ред.-кол.: гол. ред. І. Д. Пасічник та ін.] — Острог: Національний університет «Острозька академія», 2011. Вип. 17. С. 211—219.
23. Антонюк Я. Діяльність агентури Служби безпеки ОУН(б) у радянських освітніх закладах на території Волині та Полісся (1945—1951 рр.). Науковий вісник Волинського національного університету імені Лесі Українки. [ред.-кол.: гол. ред. С. В. Гаврилюк та ін.]. Луцьк, 2011. № 10. — С. 78 — 82.
24. Антонюк Я. Протидія підпілля ОУН(б) депортаціям на території Волині та Полісся в післявоєнний період. Історичні студії Волинського національного університету імені Лесі Українки. [ред.-кол.: гол. ред. С. В. Гаврилюк та ін.]  Луцьк, 2011. Вип. 6. С. 100—105.
25. Антонюк Я. Взаємовідносини Служби безпеки ОУН(б) з Червоною армією на території Волині та Полісся (1944—1945 рр.). Наукові записки Національного університету «Острозька академія»: Історичні науки. [ред.-кол.: гол. ред. І. Д. Пасічник та ін.] Острог: Національний університет «Острозька академія», 2012. Вип. 19. С. 187—196.
26. Антонюк Я. Діяльність Дубненського «легендованого» окружного проводу ОУН. Історичні студії Волинського національного університету імені Лесі Українки. [ред.-кол.: гол. ред. С. В. Гаврилюк та ін.]  Луцьк, 2012. Вип. 7 С. 94 — 99.
27. Антонюк Я. Індивідуальний тероризм Служби безпеки ОУН(б) проти співробітників радянських силових органів на території Волині та Полісся (1945—1951). Науковий вісник Волинського національного університету імені Лесі Українки. [ред.-кол.: гол. ред. С. В. Гаврилюк та ін.]  Луцьк, 2012. № 10 (235). С. 4 — 9.
28. Антонюк Я. Діяльність підпілля ОУН(м) на Волині (1945—1950 рр.). Науковий вісник Волинського національного університету імені Лесі Українки. [ред.-кол.: гол. ред. С. В. Гаврилюк та ін.]  Луцьк, 2012. № 11 (236). С. 49 — 55.
29. Антонюк Я. Протидія Служби безпеки ОУН(Б) політично-пропагандистським та культурно-освітнім заходам на території ПЗУЗ (1946—1951 рр.). Український визвольний рух [ред.-кол.: гол. ред. В. М. В'ятрович та ін.]. Львів: Інститут українознавства ім. І. Крип'якевича НАН України, Центр досліджень визвольного руху, 2012. Збірник 17. С. 222—245.
30. Антонюк Я. Боротьба радянських спецслужб з націоналістичним підпіллям (1944—1954 рр.). Історія органів державної безпеки Волині: документально-публіцистичне видання. [ред.-кол.: заг. ред. В. А. Мельникович. Луцьк: «Ініціал», 2012. С. 95-99.
31. Антонюк Я. Збірний портрет керівника підпілля ОУН та УПА на території Волинської області. Наукові записки Національного університету «Острозька академія»: Історичні науки. [ред.-кол.: гол. ред. І. Д. Пасічник та ін.] Острог: Національний університет «Острозька академія», 2013. Вип. 20. — С. 150—155.
32. Антонюк Я. Діяльність Висоцького районного проводу ОУН (Б) (1947—1950 рр.). Український визвольний рух [ред.-кол.: гол. ред. В. М. В'ятрович та ін.]. Львів: Інститут українознавства ім. І. Крип'якевича НАН України, Центр досліджень визвольного руху, 2012. Збірник 18. С. 141—169.
33. Антонюк Я. Структура та керівництво Ратнівського районного проводу ОУН(б). Минуле і сучасне Волині та Полісся. Ратнівщина в історії України і Волині. Матеріали ХLII Всеукраїнської наукової історико-краєзнавчої конференції, приуроченої 70-річчю Кортеліської трагедії 1942 року, смт Ратно — с. Кортеліси, 20 вересня 2012 року [ред.-кол.: гол. ред. Г. В. Бондаренко та ін.]. Луцьк: «Волинські старожитності», 2012. С.174 — 177.
34. Антонюк Я. Діяльність Служби безпеки ОУН(б) на Острожчині у післявоєнний період. Острозький краєзнавчий збірник. Матеріали Десятої наукової конференції «Острозькі краєзнавчі читання», яка відбулася 24 травня 2012 р. в м. Острозі Рівненської області. [ред. група.: М. Манько та ін.]. Острог: видавництво Національного університету «Острозька академія», 2012. Вип. 5. С. 150—155.
35. Антонюк Я. Організаційний стан УПА та збройного підпілля ОУН(Б) на території Волинської обл. (1944—1945 рр.). Волинь і волиняни у Другій світовій війні: зб. наук. праць за матеріалами І Міжнар. наук.- практ. конф., присвяч. подіям Другої світової війни на території Волин. обл. [ред.-кол.: гол. ред. М. М. Кучерепа. Денисенко та ін.]. — Луцьк, 2012. С. 325—331.
36. Антонюк Я., Солдатенко В. До з'ясування причин Волинської трагедії 1943—1944 рр.: сучасний український історіографічний дискурс. Україна дипломатична. Науковий щорічник [ред.-кол.: гол. ред. А. Денисенко та ін.]. — К: «Преса України», 2013.  – Вип. 14. — С. 887—914.
37. Антонюк Я. Волинська трагедія: події 11 — 12 липня 1943 року. Воєнна історія. Науково-популярний журнал [ред.-кол.: гол. ред. С. Х. Литвин та ін.]. — К.: Український інститут воєнної історії, 2013. — № 69. — С. 29 — 36.
38. Антонюк Я. Вплив «Волинської трагедії» на формування етнічних стереотипів українця та поляка. Краєзнавство. Науковий журнал [ред.-кол.: гол. ред. О. П. Реєнт та ін.].– К.: Національна спілка краєзнавців України та Інститут історії НАН України, 2013. — № 3(84). — С.46 — 54.
39. Антонюк Я. «Білоруський чинник» українсько-польського конфлікту (1941—1945 рр.). Галичина. Всеукраїнський науковий і культурно-просвітній краєзнавчий часопис. До 70-річчя створення Української повстанської армії [ред.-кол.: гол. ред. М. В. Кугутяк та ін.].– Івано-Франківськ, 2013. — № 24. — С. 59 — 69.
40. Антонюк Я. Трагедія Кортеліс: новий погляд. Філософія освіти і педагогіка. Матеріали міжрегіональної науково-теоретичної конференції «Трагічні сторінки Чернігівщини в історії Великої Вітчизняної війни 1941—1945 рр.: пам'ять поколінь» (27 березня 2013 р.). Чернігівський ін-т післядипломної пед. освіти ім. К. Д. Ушинського. Наук.-метод. зб. [ред.-кол.: гол. ред. М. М. Коропатник та ін.]. — Чернігів, 2013. — № 28 (Спец. випуск) — С. 22 — 29.
41. Антонюк Я. Діяльність агентурної групи НКДБ «Озона»  на Дубенщині (1945—1946 рр.). Воєнна історія України. Волинь та Полісся: Зб. наук. праць за матеріалами Всеукраїнської наукової військово-історичної конференції, 25 — 26 квітня 2013 р. Національний військово-історичний музей України. — К.: НВІМ України, 2013. — С. 396—400.
42. Антонюк Я. «День мучеництва кресов'ян» як засіб маніпуляції польською історичною пам'яттю. Матеріали Всеукраїнської наукової конференції «Волинська трагедія: через історію до порозуміння» [ред.-кол.: А. Г. Шваб та ін.].– Луцьк: Східноєвропейський національний університет імені Лесі Українки, 2013. — С. 170—177.
43. Антонюк Я. Остарбайтери та українські націоналісти: складні взаємини (на матеріалах Волині та Західного Полісся). Національна та історична пам'ять. Українські остарбайтери: доля і пам'ять: Зб. наук. праць [ред.-кол.: гол. ред. В. Ф. Солдатенко та ін.]. — Вип. 9. — К.: ДП НВЦ «Пріоритети», 2013. — С. 86 — 97.
44. Антонюк Я. Вплив Битви за Дніпро на військово-політичну ситуацію на Волині та Західному Поліссі. Битва за Дніпро. До 70-річчя визволення Києва: Зб. наук. праць за матеріалами Всеукраїнської наукової конференції, м. Київ, 31 жовтня 2013 р. [ред.-кол.: відп. ред. Р. І. Пилявець]. — К.: ДП НВЦ «Пріоритети», 2013. — С. 205—214.
45. Антонюк Я. Волинська трагедія крізь призму етнічних стереотипів. Відображення Волинської трагедії в історичній пам'яті польського й українського народів: Монографія [відп. секретар. Я. М. Антонюк]. — К.: ДП НВЦ «Пріоритети», 2013.  – С. 203—219.
46. Антонюк Я. Польсько-український конфлікт 1942—1947 рр.: «війна пам'ятників». Відображення Волинської трагедії в історичній пам'яті польського й українського народів: Монографія [відп. секретар. Я. М. Антонюк]. — К.: ДП НВЦ «Пріоритети», 2013.  – С. 246—257.
47. Антонюк Я. Польсько-український конфлікт 1942—1947 рр.: мовою кінематографу. Відображення Волинської трагедії в історичній пам'яті польського й українського народів: Монографія [відп. секретар. Я. М. Антонюк]. — К.: ДП НВЦ «Пріоритети», 2013.  – С. 262—271.
48. Антонюк Я. Волинська область. Каталог зруйнованих храмів і монастирів України. Науково-довідкове видання [ред.-кол.: гол. ред. В. Ф. Солдатенко та ін.]. — К.: ДП НВЦ «Пріоритети», 2013.  – С. 114—130.
49. Антонюк Я. Волинська область. Зруйновані храми і монастирі України: Анотований покажчик обласного та районного рівня [ред.-кол.: гол. ред. В. Ф. Солдатенко та ін.]. — К.: «Мистецтво», 2013. –  С. 104—119.
50. Антонюк Я. Меморіальний ландшафт. Національна та історична пам'ять: словник ключових термінів [кер. авт. кол. А. М. Киридон]. — К.: ДП НВЦ «Пріоритети», 2013.  – С. 222—224.
51. Антонюк Я. Діяльність СБ ОУН(б) на Волині та Західному Поліссі (1946—1951 рр.): Монографія. [рецензенти: Д. В. Вєдєнєєв, В. В. Трофимович]. Луцьк: «Надстир'я-Ключі», 2013. 228 с.
52. Антонюк Я. Останні мельниківці Рівненщини (1945—1949 рр.). З архівів ВУЧК-ГПУ-НКВД-КГБ. Науковий і документальний журнал [ред.-кол.: гол. ред. О. Рубльов та ін.]. — № 2 (43). — К., Харків: ТОВ «Видавництво права людини», 2014. — С. 62-100.
53. Антонюк Я. Волинські чехи в українській визвольній боротьбі (на прикладі колонії Купичів). Український визвольний рух [ред.-кол.: відп. ред. М. Гавришко та ін.]. — Львів: Інститут українознавства ім. І. Крип'якевича НАН України, Центр досліджень визвольного руху, 2014. — Збірник 19. — С. 202—222.
54. Антонюк Я. Останні постріли: Григорій Грушовець («Хома») — керівник підпілля ОУН Турійщини. Воєнна історія. Науково-популярний журнал [ред.-кол.: гол. ред. С. Х. Литвин та ін.]. — К.: Український інститут воєнної історії, 2014. — № 1 — 2. — С. 125—135.
55. Антонюк Я. Розкопки масових розстрілів у Володимир-Волинську: складні питання. Биківня в системі політичних репресій УРСР у 1937—1941 роках: дослідницькі рефлексії та інтерпретації. Матеріали Всеукраїнської наукової конференції 20 листопада 2013 року [ред.-кол.: гол. ред. Ю. І. Шаповал та ін.]. — К., 2014. — С. 94 — 99.
56. Антонюк Я. Взаємозв'язки галицької та волинської мережі ОУН. Воєнна історія України. Галичина та Закарпаття: збірник наукових праць за матеріалами Всеукраїнської наукової військово-історичної заочної конференції, 5-6 червня 2014 р. м. Ужгород. Національний військово-історичний музей України [ред.-кол.: Я. Тинченко та ін.]. — К., 2014. — С. 324—327.
57. Антонюк Я. Відгомін Першої світової війни на Західній Україні в пам'ятниках російським воякам (за матеріалами Волинської області). Перша світова війна: історія та уроки. 1914—1918 рр. Науковий збірник. Матеріали міжнародної наукової військово-історичної конференції 4 — 5 вересня 2014 р., м. Київ. Національний військово-історичний музей України [ред.-кол.: Я. Тинченко та ін.]. — К., 2014. — С. 452—456.
58. Антонюк Я. Трагедія руйнації храмів. Волинська область. ХХ століття: історико-краєзнавчий довідник. [рецензенти: В. Т. Борщевич, В. В. Трофимович]. Луцьк: «Надстир'я», 2014. 280 с.
59. Антонюк Я. Український визвольний рух у постатях керівників. Волинська та Брестська області. 1930—1955. [відповідальний редактор: П. — Й. Потічний]. Торонто — Львів: «Літопис УПА», 2014. — Т. 13 (Бібліотека). 1072 с.
60. Антонюк Я. Діяльність Кримського обласного проводу ОУН (Б) (листопад 1941 — жовтень 1943 рр.). Дрогобицький краєзнавчий збірник. — Спеціальний випуск ІІ. [ред.-кол.: гол. ред. Л. Тимошенко та ін.]. — Дрогобич: Посвіт, 2015. — С. 199—212.
61. Антонюк Я. Кримськотатарський чинник в діяльності ОУН у 1940-і рр. Український визвольний рух [ред. кол.: відп. ред. М. Гавришко та ін.]. — Львів: Інститут українознавства ім. І. Крип'якевича НАН України, Центр досліджень визвольного руху, 2015. — Збірник 20. — С. 119—133.
62. Антонюк Я. Діяльність Військової округи «Тури» УПА-Північ в умовах переходу лінії фронту (січень — липень 1944 р.). Мандрівець. Спільний проект Національного університету «Києво-Могилянська академія» і видавництва «Мандрівець» [ред.-кол.: гол. ред. Ф. Полянський та ін.]. — Тернопіль, 2015. — № 5 (119). — С. 42 — 45.
63. Антонюк Я. Андрій Михалевич — «Денис», «Кос», «13-й»: життя у боротьбі за Самостійну Україну. Минуле і сучасне Волині та Полісся. Сераховичі та Старовижівщина у світовій та українській історії. Науковий збірник. Випуск 53. Матеріали LIII Всеукраїнської історико-краєзнавчої наукової конференції, присвяченої 24-й річниці Незалежності України, 20 травня 2015 р., смт. Стара Вижівка — с. Сераховичі. [упоряд.-А. Бондарчук та ін.]. — Луцьк: Вежа-Друк, 2015. — С. 117—122.
64. Антонюк Я. Відгомін Першої світової війни у пам'ятниках воякам австро-угорської та німецької армій (за матеріалами Волинської області). Війни і збройні конфлікти у Східній Європі в ХХ — на початку ХХІ століть. Матеріали всеукраїнської наук. конф., 22 травня 2015 р., м. Житомир [заг. ред. Г. М. Стародубець]. — Житомир: Полісся, 2015. — С. 38 — 43.
65. Антонюк Я. Самопожертва та трагедія підпільниць ОУН: Галина Січкарук. Минуле і сучасне Волині та Полісся. Місто Володимир-Волинський та Побужжя у світовій та українській історії. — Вип. 54. Матеріали Всеукраїнської наук. історико-краєзн. конф., присвяченої 1000-річчю пам'яті київського князя Володимира Великого та 860-й річниці початку будівництва Успенського собору, 23 жовтня 2015 р., м. Володимир-Волинський [упоряд. А. Бондарчук та ін.]. — Луцьк, 2015. — С. 257—261.
66. Антонюк Я. Діяльність підпілля ОУН в Криму: перспективи досліджень. Збірник матеріалів всеукраїнської наук. конф. «Актуальні проблеми розвитку освіти, науки і умовах глобалізації». Дніпропетровський національний університет ім. Олеся Гончара, 4-5 грудня 2015 р. [наук. ред. О. Ю. Висоцький]. — Дніпропетровськ, 2016. — Частина 2. — С. 143—146.
67. Антонюк Я. Осередок УВО-ОУН в Володимир-Волинську (1928—1954). Хроніки Ладомерії. Науковий збірник. Випуск І. Матеріали І Всеукраїнської наукової історико-краєзнавчої конференції, присвяченої 15-тій річниці створення Державного історико-культурного заповідника «Стародавній Володимир», 27 жовтня 2016 року, м. Володимир-Волинськ [заг. ред. В. Пикалюк]. — Тернопіль: ФОП Паляниця В. А., 2016. — С. 141—147.
68. Антонюк Я. Голод 1946—1947 рр. за документами підпілля ОУН. Минуле і сучасне Волині та Полісся. Голодомор в Україні 1946—1947  років: причини, перебіг, наслідки. Західна Україна в контексті голодомору. Науковий збірник. Випуск 59. Матеріали Всеукраїнської наукової конференції, приуроченої 70-річчю трагедії українського народу — голодомору 1946—1947 років, м. Луцьк, 25 — 26 листопада 2016 року. [упоряд. А. Бондарчук та ін.]. — Луцьк, 2016. — С. 10 — 18.
69. Антонюк Я. Діяльність «7-ї Північної групи УНРА» (1945—1948). Матеріали ІV Всеукраїнської наукової конференції  «Проблеми дослідження українського визвольного руху ХХ століття (до 75-річчя Поліської Січі та 95-річчя Другого зимового походу)» [заг. ред.  Г. М. Стародубець]. — Житомир: Полісся, 2016 — С. 107—111.
70. Антонюк Я., Ковальчук В., Берковський В. Націоналістичний рух Опору на півночі Хмельниччини (1943—1948 рр.). Націоналістичний рух Опору на півночі Хмельниччини (1943—1948). Збірник документів [упоряд. В. М. Ковальчук, В. Г. Берковський]. — К.; Хмельницький: ПП Цюпак А. А., 2016. — С. 7 — 29.
71. Антонюк Я., Громенко С. Тризуб над півостровом: ОУН у Криму. Наш Крим: неросійські історії українського півострова: зб. статей. Український інститут національної пам'яті [упоряд. С. В. Громенко]. — К.: К. І. С., 2016. — С. 187—200.
72. Антонюк Я. «Повстанські дантисти»: лікування зубів у підпіллі ОУН-УПА. Актуальні питання суспільних наук та історії медицини. Спільний українсько-румунський науковий журнал [редкол. Т. М. Бойчук та ін.]. — Чернівці — Сучава: БДМУ, 2016. — № 2(10). — С. 65 — 72.
73. Антонюк Я., Ковальчук В. Василь Кук у повсякденному житті (кін. 1940-х — поч. 1950-х рр.). Славістична збірка. — Вип. 2: Збірник статей за матеріалами Других Міжнародних наукових Соханівських читань (м. Київ, 18 листопада 2015 р.). [ред. Д. Гордієнка та В. Корнієнка] — К.: Інститут української археографії та джерелознавства ім. М. С. Грушевського НАН України, 2016. — С. 400—412.
74. Antoniuk Y. UVO and OUN underground activity in the territory of Polissyia voivodeship (1928—1939). Вісник Київського національного університету імені Тараса Шевченка [ред. кол.: відп. ред. І. К. Патриляк. — К., 2016. — 1 (128). — С. 4 — 9.
75. Антонюк Я. Протезування зубів в підпіллі ОУН та УПА. Український визвольний рух [ред.-кол.: відп. ред. І. Бігун та ін.]. — Львів: Інститут українознавства ім. І. Крип'якевича НАН України, Центр досліджень визвольного руху, 2016. — Збірник 21. — С. 199—208.
76. Антонюк Я. Державотворча діяльність ОУН (Б) на Берестейщині (літо 1941 — осінь 1942 рр.). Український визвольний рух [ред. кол.: відп. ред. І. Бігун та ін.]. — Львів: Інститут українознавства ім. І. Крип'якевича НАН України, Центр досліджень визвольного руху, 2017. — Збірник 22. — С. 172—184.
77. Антонюк Я. Як в 1956 році загинув керівник останньої боївки ОУН на теренах Берестейщини. Справа. Беларуска-ўкраінскі альманах пры Саюзе беларускіх пісьменнікаў [редкол. Н. Бабіна та ін.]. — Мінск: Белпрынт, 2017. — С. 169—180.
78. Antoniuk Y. Post suicidal syndrome of ideological fanatics (based on files of OUN underground in Volyn). Актуальні питання суспільних наук та історії медицини. Спільний українсько-румунський науковий журнал [редкол. Т. М. Бойчук та ін.]. — Чернівці — Сучава: БДМУ, 2017. — № 2(14). — С. 109—112.
79. Антонюк Я. Дисидентський шлях Данила Шумука. Минуле і сучасне Волині та Полісся. Любомль та Любомльщина в українській та європейській історії. Науковий збірник. Матеріали міжнародної історико-краєзнавчої конференції. 24 — 25 жовтня 2017 р. [ред.. група: А. Бондаренко та ін.]., м. Любомль. — Луцьк, 2017. — С. 516—519.
80. Антонюк Я. Життєпис одного із засновників УПА: Микола Колтонюк-Якимчук. З архівів ВУЧК-ГПУ-НКВД-КГБ. Науковий і документальний журнал [ред.-кол.: гол. ред. О. Рубльов та ін.]. — № 1 (47). — К., Харків: ТОВ «Видавництво права людини», 2017. — С. 391—423.
81. Антонюк Я. Діяльність підпілля УНРА на теренах України у післявоєнний період. Вісник Львівського університету. Серія історична [ред.: І. Підкова, Р. Тарнавський]. — Львів: ЛНУ ім. Івана Франка, 2017. — Вип. 53. — С. 387—395.
82. Antoniuk Y., Marceniuk R. Lietuviai Ukrainos sukiIėlių armijoje (UPA). Acta humanitarica universitatis saulensis. [red. kol. B. Maskuliūnas ir kiti]. — Šiauliai, 2017. — P. 48-55.
83. Antoniuk Y. Le phénomène des 'Grupes Fantômas' en Ukraine Soviétique (base sur les matériaux du KGB). Актуальні питання суспільних наук та історії медицини. Спільний українсько-румунський науковий журнал [редкол. Т. М. Бойчук та ін.]. — Чернівці — Сучава: БДМУ, 2018. — № 2(18). — С. 47 — 51.
84. Антонюк Я. Злочинець чи жертва? Непростий життєпис коменданта боївки СБ Івана Данилевича (1920—1964). Минуле і сучасне Волині та Полісся: Ковель і Ковельщина в українській та європейській історії: наук. зб. [Упорядники: Г. Бондаренко та ін.]. — Ковель, 2018. — Вип. 65. — С. 5-12.
85. Антонюк Я. «Олімпійський аспект» антирадянської боротьби закордонних центрів ОУН (1960—1988). Актуальні питання суспільно-гуманітарних наук та історії медицини. Зб. матеріалів Міжнародної науково-практичної конф. (м. Чернівці, 11 — 12 жовтня 2018 р.). [Гол. ред. Т. М. Бойчук]. — Чернівці, 2018. — С. 39-41.
86. Antoniuk Y. «Dalekivtsi» after «Dalekyi» (1948—1949). Східноєвропейський історичний вісник / [Гол. ред. В. Ільницький]. –Дрогобич: Видавничий дім «Гельветика», 2018. — Вип. 8. — С. 171—178.
87. Antoniuk Y. Stepan Bandera's safeguards: achievements and defeats (1945—1959). Східноєвропейський історичний вісник / [Гол. ред. В. Ільницький]. –Дрогобич: Видавничий дім «Гельветика», 2018. — Вип. 9. — С. 108—118.
88. Антонюк Я. Життєпис Ореста Зибачинського (1912—1993). Актуальні питання суспільних наук та історії медицини. Спільний українсько-румунський науковий журнал [редкол. Т. М. Бойчук та ін.]. — Чернівці — Сучава: БДМУ, 2018. — № 4(20). — С. 60 — 67.
89. Антонюк Я. Протидія Служби безпеки господарсько-фінансовим зловживанням в підпіллі ОУН та УПА. Сумський історико-архівний журнал [Гол. ред. С. Дегтярьов]. — Суми: друкарня Сумського державного університету, 2018. — № ХХХІ. — С. 25 — 38.
90. Антонюк Я. Маловідома сторінка Волинської трагедії: протистояння СБ ОУН на «двуйки» польського підпілля. Науковий вісник Східноєвропейського національного університету імені Лесі Українки. Історичні науки. Луцьк, 2018. № 6 (379). С. 74–80.
91. Антонюк Я. Неизвестная страница депортаций в Казахстан: Лебяжинское подполье (апрель 1941 г. — ноябрь 1942 г.). Оралдың ғылым жаршысы. Научно-теоретический и практический журнал. — Уральск. — № 1(172) 2019. — С. 46–53.
92. Антонюк Я. Антикорупційна діяльність Служби безпеки ОУН. Головне управління по боротьбі з корупцією та організованою злочинністю Служби безпеки України на варті національних інтересів. Серія: Світові традиції державного управління. Збірник статей і матеріалів [упоряд. І. Дралюк та ін.]. — К.: Прометей, 2019. — С. 90 — 105.
93. Antoniuk Y. «Dobosh case»: the biggest failure of ZCh OUN Security Service in resistance to KGB apparatus. Сумський історико-архівний журнал [Гол. ред. С. Дегтярьов]. — Суми: друкарня Сумського державного університету, 2019. — № ХХХІI. — С. 20 — 26.
94. Антонюк Я., Трофимович В. Протинацистська діяльність СБ ОУН(Б) (1941—1944). Військово-науковий вісник [Гол. ред. В. Трофимович]. — Вип. 32. — Львів: Національна академія сухопутних військ, 2019. — С. 87–110.
95. Антонюк Я. Микола Козак («Смок», «Чупринко», «Вівчар»): неоднозначна постать Крайового референта СБ та провідника ОУН на ПЗУЗ. Проблеми гуманітарних наук: збірник наукових праць Дрогобицького державного педагогічного університету імені Івана Франка. Серія Історія [Гол. ред. В. Ільницький]. — Дрогобич: Редакційно-видавничий відділ ДДПУ імені Івана Франка, 2019. — Вип. 2/44. — С. 197—218.
96. Antoniuk Y., Trofymovych V. Activity of the UVO intelligence subdivision (1921—1929). Військово-історичний меридіан. Електронний науковий фаховий журнал [Гол. ред. Л. Легасова]. — Вип. 3 (25). — К., 2019. — С. 40 — 51.
97. Антонюк Я. Антирадянська діяльність ЗЧ ОУН в афганській війні (1979—1989). Наукові праці історичного факультету Запорізького національного університету. — Запоріжжя: ЗНУ, 2019. — Вип. 52. — С. 93 — 99.
98. Antoniuk Y. Relationships between SB OUN and Volyn Czechs. Наукові праці історичного факультету Запорізького національного університету. — Запоріжжя: ЗНУ, 2019. — Вип. 53. — С. 151—158.
99. Антонюк Я., Трофимович В. Підпілля ОУН та УПА в умовах «фронтового періоду» (1943—1944 рр.). Український історичний журнал. — 2020. — № 3. — С. 27 — 39.
100. Антонюк Я., Трофимович В. Життєпис Степана Янішевського — «Далекого»: правда драматичних змагань. [рецензенти: О. Лисенко, О. Ленартович, С. Стельникович]. Острог: Видавництво Національного університету «Острозька академія», 2020. 404 с.
101. Антонюк Я., Трофимович В., Трофимович Л. Органи безпеки ОУН(м) у період Другої світової війни (1940—1944). Наукові записки Національного університету «Острозька академія»: Історичні науки. [гол. ред. В. В. Трофимович] Острог: Національний університет «Острозька академія», 2020. Вип. 30. — С. 29-35.
102. Антонюк Я., Трофимович В. Від співпраці до боротьби: спецслужби українських націоналістів та Німеччини. Національна спецслужба в українському державотворенні: збірник статей і матеріалів з нагоди 29-ї річниці СБУ [кер. авт. кол. В. В. Омельчук]. К.: Прометей, 2021. С. 142—164.
103. Антонюк Я., Трофимович В., Трофимович Л. Операція «Приречені». Радянські репресії в Західній Україні у 1939—1953 рр. Колективна монографія. Одеса: Видавничий дім «Гельветика». 2021. С. 322—343.
104. Antoniuk Y., Il'nyc'kyj V. Súdna a disciplinárna prax v Ukrajinskej povstaleckej armáde (1943—1947). Acta historica Neosliensia. Banská Bystrica: Belianum. Vydavateľstvo Univerzity Mateja Bela v Banskej Bystrici. 24 / 2021. Vol. 1. S. 136—142.
105. Antoniuk Y., Trofymovych L. The usage of the open sources information by the special units of the Ukrainian Nationalist organization the 1920s — 1980s. Східноєвропейський історичний вісник / [Гол. ред. В. Ільницький]. –Дрогобич: Видавничий дім «Гельветика», 2021. — Вип. 20. — С. 116—126.
106. Антонюк Я., Трофимович В. Протиборство спецслужб закордонних центрів ОУН із КДБ (1960-ті — початок 1990-х рр.). Український історичний журнал. — 2021. — № 3. — С. 114—125.
107. Антонюк Я., Зек Б. Останні боївки ОУН(мельниківців): Луцький район (1945—1950 рр.). Військово-науковий вісник [Гол. ред. В. Трофимович]. — Вип. 37. — Львів: Національна академія сухопутних військ, 2022. — С. 3 — 17.
108. Antoniuk Y. Good neighbours: relations between Volyn Czechs and underground of OUN and UPA. Stalin's repressions against the population of the western regions of Ukraine (1939—1953): social and personal dimensions, politics of memory: Collective Monograph. Riga, Latvia: Baltija Publishing, 2022. P. 153—192.
109. Антонюк Я., Ільницький В. Кримінальний аспект повоєнного життя Галичини: озброєні грабіжницькі банди (1944—1950). Західні землі України у перші повоєнні роки (1944—1953): повсякденне життя. Колективна монографія. Riga, Latvia: Baltija Publishing, 2022. С. 116—131.
110. Antoniuk Y., Viedienieiev D. Operational games as a method of a struggle of the OUN special divisions against the soviet special services in the Western  Ukraine (1944 — the beginning of the 1950s). Східноєвропейський історичний вісник / [Гол. ред. В. Ільницький]. –Дрогобич: Видавничий дім «Гельветика», 2022. Вип. 23. С. 133—141.
111. Антонюк Я., Ільницький В. Обмін населенням між УРСР та ЧСР: оунівський чинник. Rozwój nowoczesnej edukacji i nauki — stan, poblemy, perspektywy. Tom Х: Efekty uczestnictwa w rozwoju nauk i edukacji na odległość / [Red.: J.Grzesiak, I.Zymomrya, W.Ilnytskyj]. Konin — Użhorod — Chersoń: Poswit, 2021. S. 7–17.
112. Антонюк Я. Діяльність Служби безпеки ОУН(б) та спеціальних підрозділів УПА (1940—1955). Спеціальні служби України від найдавніших часів і до сьогодення: у 5-и т. Т. 4. Київ: «7БЦ», 2022. 536 с.
113. Антонюк Я. Діяльність Рожищенського осередку ОУН. Минуле і сучасне Волині та Полісся: місто Рожище в історії України та Волині: наук. зб. LXII Всеукраїнська наукова історико-краєзнавча конференція, присвячена 700-річчю першої писемної згадки про місто, 8 — 9 грудня 2022 року [Упорядники: Г. Бондаренко та ін.]. — Луцьк-Рожище, 2022. — Вип. 72. — С. 6-9.
114. Антонюк Я. Українізація Західного Полісся: етапи та чинники. Українознавство: науковий журнал [гол. ред. кол. М. Стадник]. — Київ, 2023. — № 1(86). — С. 158—169.
115. Ilnytskyi V., Antoniuk Y. OUN(m) Underground Activities on Transnistria Governorate Territory (1941—1944). Eminak. Науковий щоквартальник. [гол. ред. кол. О. Тригуб]. Миколаїв, 2023. — № 1(41) (січень-березень). — С. 201—251.
116. Антонюк Я., Трофимович В. Судово-дисциплінарна практика українських націоналістичних організацій (1920 — 1980-ті рр.). Український історичний журнал. — Київ, 2023. — № 4 (571). — С. 209—223.
117. Антонюк Я., Ільницький В. Практикування народної медицини українськими повстанцями. Трансформований соціум: повсякденне життя населення західних земель України у перші післявоєнні роки (1944—1953). Колективна монографія. Riga, Latvia: Baltija Publishing, 2023. С. 112—125.
118. Антонюк Я., Трофимович В. Головний аналітик СБ ОУН із Донецька: Василь Шеванюк («Залізний», «Сатурн», «202-Г», «263», «667») (1916—1950). Військово-науковий вісник. Національна академія сухопутних військ імені Петра Сагайдачного. Львів, 2023. — Вип. 39. — С. 3-14.
119. Антонюк Я. Життєпис «Ярого»: провідник Ковельської округи ОУН Василь Сементух. Минуле і сучасне Волині та Полісся: Старовижівщина та її населені пункти в історії України і Волині: наук. зб. LXХІII Всеукраїнська наукова історико-краєзнавча конференція [Упорядники: Г. Бондаренко та ін.]. — Луцьк-Стара Вижівка, 2023. — Вип. 73. — С. 12-23.
120. Антонюк Я., Трофимович В., Трофимович Л. Долі співробітників Служби безпеки ОУН на теренах Радянського союзу (1950–1980-ті рр.). Сторінки історії: збірник наукових праць. Київ: НТУУ «КПІ», 2023. Вип. 56. С.  251—267.
121. Антонюк Я. Життєпис «Бикова»: провідник Любомльського надрайону ОУН Сергій Богдан (1922—1950). Минуле і сучасне Волині та Полісся. Музейна та пам'яткоохоронна діяльність на Любомльщині та Волині": наук. зб. LXХІV Всеукраїнська наукова історико-краєзнавча конференція [Упорядники: Г. Бондаренко та ін.]. — Луцьк-Любомль, 2023. — Вип. 74. С. 141—153.
122. Антонюк Я., Трофимович В. Життєпис останнього провідника Луцької округи ОУН Одександра Савири («Яроша»). Військово-науковий вісник. Національна академія сухопутних військ імені Петра Сагайдачного. Львів, 2024. — Вип. 41. — С. 3-16.
123. Антонюк Я., Ільницький В. Дисциплінарна відповідальність та суд в Українській повстанській армії (1943—1947). Axis Europae. Вісь Європи. Вип. 3. Львів, 2023. С. 90–99.
124. Шаповал Ю., Антонюк Я., Когут А. «Поляки…намагаються…створити для себе плацдарм»: польсько-український конфлікт 1942—1947 рр. у документах радянських органів держбезпеки. Український історичний журнал. 2024. № 3 (576). С. 204—235.
125. Антонюк Я. Архіви підпілля ОУН та УПА: методи збереження документів. Архіви України. 2024. № 2 (339). С. 22–41.
126. Антонюк Я. «За перших совєтів»: українське визвольне підпілля на Берестейщині (вереснь 1939 р. – червень 1941 р.). Минуле і сучасне Волині та Полісся. Волинь та перехресті воєн (1914–2024): наук. зб. LXХVІ Всеукраїнська наукова історико-краєзнавча конференція (10–11 жовтня 2024 р.). Луцьк, 2024. Вип. 76. С. 235–244.
127. Антонюк Я., Трофимович В. Служба безпеки ОУН(б) крізь призму трансформацій історичної пам’яті. Український історичний журнал. 2025. № 3. С. 162–175.